# Crystoleum

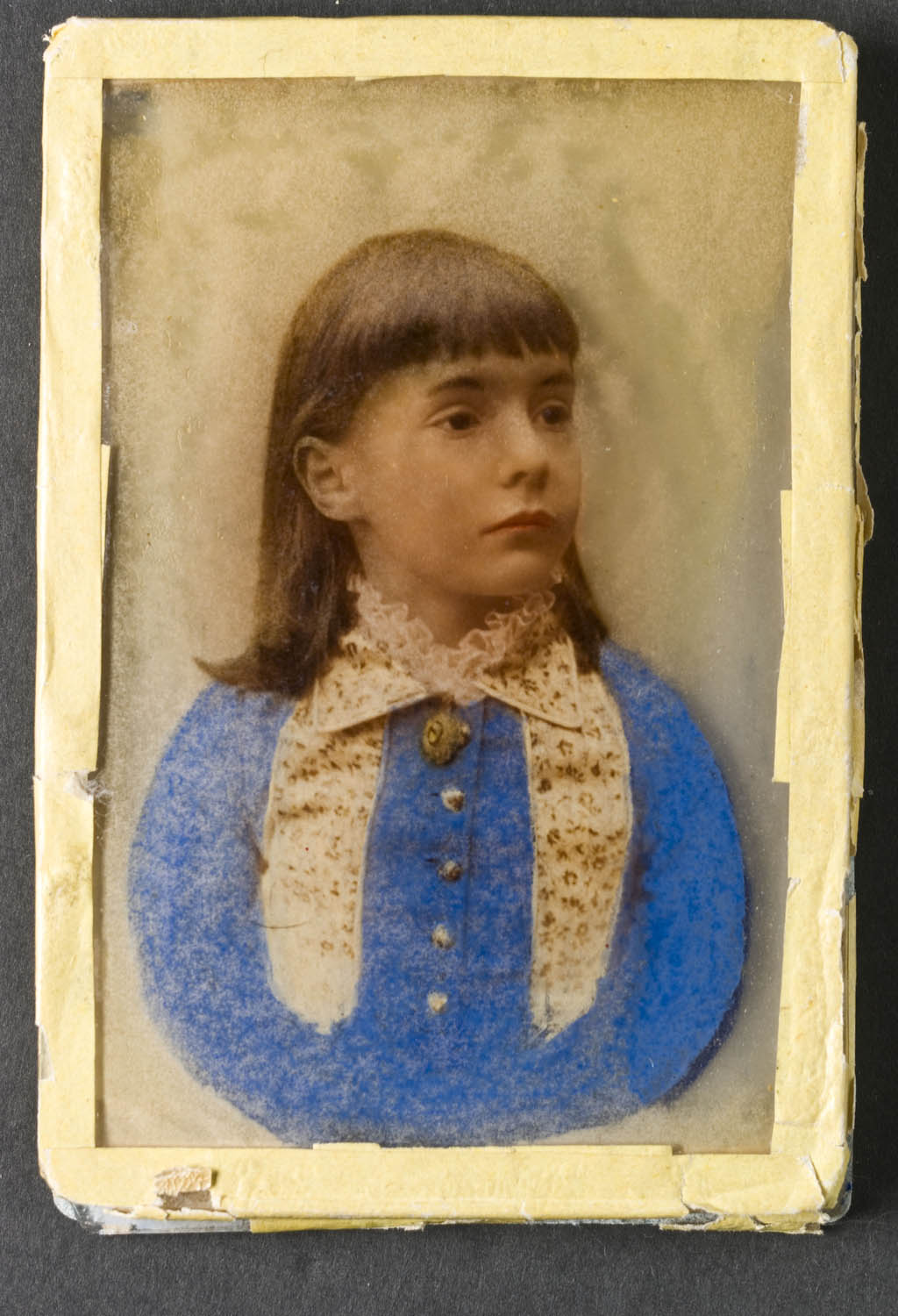
Portrait de jeune fille, chrystoleum, coloriée à la main

Le procédé du crystoleum, de « cristal » + « oleum » (huile), est une méthode d'application de couleur sur impression à l'albumine, populaire de 1880 à 1910 environ, mais dérivé de la gravure en creux du XVIIIe siècle.
Une impression à l'albumine est collée face vers le bas à l'intérieur d'un morceau concave en verre. Une fois la pâte de colle (généralement de l'amidon ou de la gélatine) sèche, le support papier du tirage est frotté, ne laissant que l'émulsion transparente sur la vitre. L'image est ensuite colorée à la main en utilisant des peintures à l'huile. Un autre morceau de verre est ajouté à l'arrière, lequel peut également être coloré à la main. Les deux morceaux de verre sont liés, créant ainsi une image fragile mais détaillée.
La technique du crystoleum, photographie peinte fixée sous verre, fut utilisée sur un courte periode, de 1880 à 1910 environ.
Ces "miniatures" souvent richement encadrées, nécessitaient un travail long et délicat, respectant des temps de séchage importants entre les différentes phases, et un savoir-faire très particulier, propre aux "fixés sous verre" : la peinture inversée.
Pourquoi ces dates: 1880/1910 ?
C'est l'apparition des plaques sèches au gélatino-bromure d'argent, remplaçant le fragile collodion humide, qui permit l'élaboration de cette technique.
Au début du XXe siècle, vers 1910, les techniques de photolithographie polychrome, puis de photogravure, permirent de réaliser des tirages, en grand nombre et de qualité, de photographies polychromes. Les crystoleums, qui étaient rares en raison de leur coût  et de leur fabrication complexe, furent alors supplantés par ces nouvelles techniques d'impression et tombèrent en désuétude.

## Source de la traduction
- (en) Cet article est partiellement ou en totalité issu de l’article de Wikipédia en anglais intitulé « Crystoleum » (voir la liste des auteurs).